# Kou Qianzhi
Cette page contient des caractères spéciaux ou non latins. S’ils s’affichent mal (▯, ?, etc.), consultez la page d’aide Unicode.
Kou Qianzhi (寇謙之 ; pinyin : Kòu Qiānzhī) (365-448) ou Kou Fuzhen (輔真) est un taoïste de la dynastie des Wei du Nord qui réforma les pratiques des Maîtres célestes en empruntant au confucianisme et au bouddhisme, et fut à l'origine des Nouveaux maîtres célestes ou Maîtres célestes du Nord. Grâce au soutien du premier ministre Cui Hao (崔浩), il obtint l’adhésion de l'empereur Taiwudi, élevant le taoïsme au rang de quasi religion d’État. Bien que l'absence de successeur d’envergure suffisante ait empêché son école de connaître une longue postérité, il contribua grandement au prestige et à l’expansion du taoïsme. Ses écrits ayant presque tous disparu, le Canon actuel conserve de lui un unique fascicule intitulé Laojunyinsong jiejing (老君音誦誡經).

## Origine
Il était originaire de Shanggu (上谷) dans le district de Changping (昌平) actuellement dépendant de Pékin ; La famille se serait déplacée à Fengyi (馮翊) au Shaanxi à la suite des troubles de guerre. Il s’agissait d’un important clan local revendiquant parmi ses ancêtres Kou Xun (寇恂), personnage célèbre des Han orientaux. Le père, Kou Xiuzhi (寇修之), était préfet de Donglai (東萊), et le frère aîné, Kou Zan (寇贊), préfet de Nanyong (南雍州). Le succès de Kou Qianzhi valut à son père et à ses ancêtres de nombreux titres supplémentaires. Il aurait reçu une éducation poussée en astrologie, alchimie, médecine et différentes sciences, et penchait depuis son jeune âge pour la vie d’ermite. Il aurait commencé sa carrière sur le mont Hua (華山) au Shaanxi comme disciple de Cheng Gongxing (成公興), avant de installer sur le mont Song (嵩山) au Henan.

## Projets de réforme
Selon la tradition taoïste, la mission de réformateur de Kou Qianzhi débute en 415 lorsque Laozi en personne lui apparait sur le mont Song pour lui conférer le titre de Maître céleste et lui confier la mission de réformer les « hérésies des trois Zhang » (三張偽法), à savoir les trois premiers Maîtres célestes, Zhang Daoling, fondateur des Cinq boisseaux, son fils Zhang Heng et son petit-fils Zhang Lu. Il s’agit de supprimer ce qui rend ce courant suspect aux yeux des autorités : le pouvoir économique et social des jijiu (祭酒), chef des libations, cadres du mouvement qui rassemblent régulièrement chez eux les fidèles et tiennent une sorte d’état-civil de leurs ouailles dont ils perçoivent un impôt (les fameux cinq boisseaux de riz), ainsi que les pratiques sexuelles (男女合氣), objet de nombreuses critiques. Il maudit les velléités de rébellion qui naissent souvent au sein de ces groupes. Il souhaite remplacer la transmission héréditaire de l’office de maître des libations par la promotion selon le mérite, et conçoit un clergé monastique inspiré, bien qu’il ne s’en vante pas ouvertement, du bouddhisme en plein essor à l’époque. Il revendique par contre clairement son inspiration confucéenne, proposant de faire des rites et de la morale les valeurs essentielles, les différentes techniques proprement taoïstes venant en second lieu. En ce qui concerne ces dernières, à l’exception des réprouvées mentionnées ci-dessus, il les adopte toutes, qu’elles viennent des Maîtres célestes ou d’autres courants  : daoyin (gymnastique douce), alchimie, régimes alimentaires, techniques du souffle (fuqi 服氣), formules magiques (koujue 口訣), talismans (fulu 符籙), eau guérisseuse (fushui 符水), etc. Il propose d'accompagner les récitations rituelles de musique, à l’imitation des cérémonies confucéennes, et adopte la croyance bouddhiste à la rétribution des actes. Toutes ces propositions auraient été contenues dans le Yunzhongyinsong xinkezhijie (雲中音誦新科之戒) en 20 fascicules que lui aurait remis le fondateur mythique du taoïsme.

## Reconnaissance officielle
À l’ère Shiguang (始光) (424-428), soutenu par Cui Hao, puissant premier ministre, il présente à l’empereur Taiwudi le Lutu zhenjing (錄圖真經), un autre ouvrage en 60 fascicules qu’il aurait reçu en 423 de Li Pu (李譜), descendant de Laozi et immortel, qui l’investit du pouvoir sur les hommes et les esprits et lui demande de guider l’empereur. Les conditions exactes de l’association du maître taoïste avec le ministre ne sont pas certaines, mais on peut penser que ce dernier, actif promoteur de la politique de sinisation des Xianbei (ethnie dont sont issus les empereurs Wei), jusqu’alors peu intéressé par le taoïsme mais farouche adversaire du bouddhisme, à ses yeux religion barbare, a trouvé avec les Nouveaux maîtres célestes une religion acceptable, et a pu renforcer le rapprochement du courant avec le confucianisme. Cui Hao est considéré comme le principal instigateur de la persécution contre le bouddhisme débutée en 446 et qui se poursuivra jusqu’en 452. Les empereurs Wei du Nord étaient depuis le début ouverts à toutes les religions et avaient recours aux services d’alchimistes, avec des résultats pas toujours probants. Ainsi, la paranoïa du premier empereur de la dynastie, Daowudi (道武帝) (386-409) a été expliquée officiellement par les effets toxiques des philtres de longue vie. Toujours est-il que Taiwudi autorise Kou Qianzhi à établir au sud-est de Pingcheng (平 城), actuelle Datong, capitale de l'empire, un grand temple-monastère de cinq étages appelé Jinglun tiangong (靜輪天宮) dont le régime était, selon Liu Zhaorui, fortement inspiré du bouddhisme. Cent-vingt daoshi (maîtres ou moines) y auraient résidé, accomplissant six cémonies par jour. Le courant des Maîtres célestes du Nord connait alors un grand succès.
En 440, il prétend de nouveau que Laozi lui est apparu, cette fois pour décerner à l’empereur le titre d’« Être accompli de la grande paix » (太平真君)  ; cette grande paix représente le gouvernement idéal tel que se proposait de l’établir le mouvement Taiping contemporain des Cinq boisseaux. Taiwudi instaure une nouvelle ère portant ce nom, qui durera jusqu’en 452. En 442, il se rend en personne au temple pour recevoir les talismans qui confèrent une garantie divine à sa souveraineté (cette coutume sera reprise par tous ses successeurs lors de leur accession au pouvoir). Entre 442 et 447, Kou Qianzhi est nommé « maître national » guoshi (國師), la plus haute distinction pour un religieux.  Le prestige des Nouveaux maîtres célestes atteint son apogée.

## Mort et héritage
Kou Qianzhi meurt en 448, âgé de 84 ans. Bien que le taoïsme soit resté une religion importante sous les Wei du Nord, aucun successeur de grande envergure ne vint reprendre la suite et son temple fut plusieurs fois déplacé, puis finalement supprimé aux alentours de 549 sous les Wei orientaux.
Son hagiographie prétend que lorsque sa tombe fut ouverte (pour donner une nouvelle sépulture aux ossements comme de coutume), le corps avait disparu. Elle prétend également que Kou Qianzhi aurait laissé des traces sur le mont Song et dans les environs. En 674 sous les Tang, un bloc de pierre portant une prédiction qui lui fut attribuée aurait été découvert dans le comté de Luochuan (洛川) au Shaanxi.
Les sources historiques ne mentionnent pas sa position vis-à-vis du bouddhisme, mais en conformité avec l’esprit œcuménique qui a fini par prévaloir, certaines de ses biographies lui font adresser des remontrances à Cui Hao pour sa persécution de la religion étrangère et lui prédire de ce fait une fin violente.